# Afrocyclops henrii
Afrocyclops henrii – gatunek widłonoga z rodziny Cyclopidae. Nazwa naukowa gatunku została po raz pierwszy opublikowana w 2006 roku przez rosyjskiego zoologa Wiktora Aleksiejewa i tajlandzką zoolog La-orsri Sanoamuang. Miejsce typowe to potok górski w Parku Narodowym Nam Nao w północnej Tajlandii. Epitet gatunkowy upamiętnia profesora Henriego Dumonta z Uniwersytetu Gandawskiego w Belgii, który wniósł duży wkład w badania taksonomii i ekologii bezkręgowców wodnych.